# Championnats d'Europe de VTT 2022
Navigation
2021 2023
Les Championnats d'Europe de VTT 2022 ont lieu en 2022, dans différents lieux en Europe. Ils sont organisés par l'Union européenne de cyclisme (UEC).

## Lieux des championnats
Les championnats ont lieu dans les villes suivantes :
- Jablonné v Podještědí : 19 juin (cross-country marathon)
- Maribor : 23-25 juin (descente)
- Anadia  : 30 juin-3 juillet (cross-country juniors et moins de 23 ans, cross-country short track, cross-country eliminator, relais par équipes mixte)
- Munich : 19 et 20 août (cross-country) - les épreuves de cross-country élites font partie des championnats sportifs européens 2022[2]. Le 16 mars 2022, en réponse à l'invasion de l'Ukraine par la Russie, le conseil d'administration des championnats d'Europe décident d'interdire la participation aux athlètes et officiels russes et biélorusses à ces championnats[3]
- Dunkerque : 11 décembre (beachrace)

## Résultats

### Cross-country
| Épreuves               | Or | Argent                                                                                             | Bronze                                                                                    |
| ---------------------- | --- | -------------------------------------------------------------------------------------------------- | ----------------------------------------------------------------------------------------- |
| Hommes                 | Tom Pidcock | Sebastian Fini                                                                                     | Filippo Colombo                                                                           |
| Hommes moins de 23 ans | Simone Avondetto                                                                                                 | Charlie Aldridge                                                                                   | Janis Baumann                                                                             |
| Hommes juniors         | Gustav Pedersen                                                                                                  | Rens Teunissen van Manen                                                                           | Paul Schehl                                                                               |
| Femmes                 | Loana Lecomte | Pauline Ferrand-Prévot                                                                             | Anne Terpstra                                                                             |
| Femmes moins de 23 ans | Puck Pieterse | Fem van Empel                                                                                      | Giada Specia                                                                              |
| Femmes juniors         | Monique Halter                                                                                                   | Lea Huber                                                                                          | Natalia Grzegorzewska                                                                     |
| Relais mixte           | Pays-Bas Tom Schellekens Rens Teunissen van Manen Fem van Empel Lauren Molengraaf Puck Pieterse David Haverdings | Italie Marco Betteo Fabio Bassignana Giorgia Marchet Valentina Corvi Giada Specia Simone Avondetto | Allemagne Paul Schehl Lennart-jan Krayer Finja Lipp Sina Thiel Antonia Weeger Leon Kaiser |

### Cross-country short-track
| Épreuves       | Or                | Argent               | Bronze           |
| -------------- | ----------------- | -------------------- | ---------------- |
| Hommes         | Charlie Aldridge  | David Campos         | Alexandre Balmer |
| Hommes juniors | Yanick Binz       | Loris Hättenschwiler | Leo Lounela      |
| Femmes         | Ronja Blöchlinger | Giorgia Marchet      | Linn Gustafzzon  |
| Femmes juniors | Simona Spesná     | Lea Huber            | Monique Halter   |

### Cross-country eliminator
| Épreuves | Or              | Argent             | Bronze            |
| -------- | --------------- | ------------------ | ----------------- |
| Hommes   | Jakob Klemenčič | Ricardo Marinheiro | Ede-Karoly Molnar |
| Femmes   | Gaia Tormena    | Terézia Ciriaková  | Zuzana Šafárová   |

### Cross-country marathon
| Épreuves | Or                  | Argent            | Bronze           |
| -------- | ------------------- | ----------------- | ---------------- |
| Hommes   | Fabian Rabensteiner | Krzysztof Lukasik | Jaroslav Kulhavý |
| Femmes   | Natalia Fischer     | Janina Wüst       | Claudia Peretti  |

### Descente
| Épreuves       | Or              | Argent           | Bronze            |
| -------------- | --------------- | ---------------- | ----------------- |
| Hommes         | Andreas Kolb    | David Trummer    | Benoît Coulanges  |
| Hommes juniors | Kimi Viardot    | Davide Cappello  | Nathan Pontvianne |
| Femmes         | Monika Hrastnik | Camille Balanche | Veronika Widmann  |
| Femmes juniors | Izabela Yankova | Kine Haugom      | Lisa Bouladou     |

### Beachrace
| Épreuves | Or                | Argent         | Bronze               |
| -------- | ----------------- | -------------- | -------------------- |
| Hommes   | Coen Vermeltfoort | Timothy Dupont | Samuel Leroux        |
| Femmes   | Tessa Neefjes     | Nina Kessler   | Véronique Florizoone |